# Дървесни пелети
Дървесните или дървени пелети (от английски: pellets) са вид твърдо гориво във формата на малки цилиндрични гранули, произведени от дървесни отпадъци. Пелети се произвеждат също от слама, торф, маслинени костилки, черупки от кокосови орехи или други органични остатъци.
Отоплението с пелети притежава някои предимства, като например автоматичното подаване на гориво към горелката и сравнително малкия отпаден продукт от горенето.

## Производство
Производителите на пелети обикновено са големи дървообработващи компании, за които суровината за производството им е отпадъчен продукт. В процеса на производство към използваната биомаса не е необходимо допълнително добавяне на химически слепващи вещества. Освен от дървесни отпадъци, трици и др., пелети могат да бъдат произвеждани и от суров дървен материал. Същинският процес на производство на пелети включва следните няколко етапа: едро смилане на дървесината, сушене, ситно смилане, пресоване, охлаждане и пакетиране или складиране, като при използването на суха дървесина може да се наложи към производствената схема да се добави и водоподготовка (овлажняване) на дървесината.
Пелетите се оформят в пелетна преса при високо налягане и температура. При натиска се получава загряване, което позволява на съдържащия се в дървесината лигнин да се разтопи, което от своя страна позволява на пресованата дървесина да придобие желаната форма. Горещият лигнин играе роля на слепващо вещество. При производството на пелети от дървесина с ниско съдържание на лигнин не е изключено използването на добавки.

## Качество и стандартизация
Дървесните пелети притежават следните качества:
- Калоричност от около 4,8 kWh/kg (17 000 kJ/kg) − 2 t пелети произвеждат енергия, колкото около 1000 l течно гориво (мазут)
- Обемна плътност 650 kg/m³
- Съдържание на влага 10%
- Съдържание на пепел под 0,5% при висококачествени пелети

### Стандарти ÖNORM/DINplus/SWISSPELLET
Данни съгласно австрийския стандарт ÖNORM M 7135 Изисквания и методи за изпитване, респ. DINplus:
- 5 – 6 mm диаметър, 8 – 30 mm дължина
- Калоричност по-голяма от 18 MJ/kg = 5 kWh/kg = 3,25 kWh/l
- Обемна плътност 650 kg/m³
- Съдържание на влага по-малко от 10%
- Съдържание на пепел по-малко от 0,5%
- Произведени 100% от дървесина

До приемането на европейския стандарт БДС EN ISO 17225-2 Твърди биогорива. Класове и спецификации на горива. Част 2: Класифициране на дървесни пелети (ISO 17225-2:2014) са били в сила германският стандарт DIN 51761 и австрийският ÖNORM 7135. В новия европейски стандарт изискванията за сертифициране са актуализирани и разширени. Чрез процеса на сертифициране се съблюдава и контролира процесът на производството и качеството на произведените пелети. Такова сертифициране се извършва в цял свят.
От 2002 г. в Швейцария съществува търговската марка Swisspellet, чиито изисквания, наред с швейцарските, съответстват и на немските и австрийските норми. С тази търговска марка са пелетите, произведени в Швейцария.

### Европейски стандарт EN 14961-2
От 2010 г. с европейския стандарт БДС EN 14961-2 Твърди биогорива. Спецификации и видове горива. Част 2: Дървени пелети за непромишлени нужди се предвиждат еднакви изисквания в Европа за дървесни пелети. Освен това той предвижда нови изисквания към пелетите, включително дължина, диаметър, пепел, съдържание на влага и др.
С приемането на стандарта EN 14961-2 през 2010 г. се въвежда нов сертификат ENplus за пелети, използвани в котли за битова употреба, и EN-B за промишлени пелети, използвани в промишлени котли. Основната разлика между стандартите и сертификатите е, че стандартите не са задължителни. Това е общоприета дефиниция. Сертификатите са задължителни за цялата верига от производството до потреблението.
ENplus има 2 класа за качества – А1 и А2. В клас А1 са въведени най-строги ограничения за съдържание на пепел в пелетите. В клас А2 съдържанието на пепел е до 1,5%. За промишлените пелети сертификата EN-B е със значително намалени ограничения. Въвеждането на единен стандарт за качество за битови и промишлени пелети ще позволи ясно отчитане на потреблението и качеството на продукцията.

### Мотив за развитие на пазара за пелети
Европейската и международната търговия с пелети е важен фактор за осигуряване на доставката в страните вносители на това гориво в Европа. С цел по-нататъшно развитие на европейския и международния пазар, взаимодействието между пазарните участници по веригите за доставки трябва да бъде улеснено. Стандартизацията на пелетите, доказана като подходящ инструмент за определяне на пазарите, улеснява търговията и по този начин насърчава развитието на пазара в страни като Германия или Австрия.
За да се осигури тази подкрепа за целия европейски пазар на пелети, Европейската Комисия възлага на CEN (Европейския комитет за стандартизация)
да се разработи набор от стандарти за определяне на класовете гориво, изпитване и вземане на проби
методи и схеми за осигуряване на качество по веригите за доставки.